# Gerhard Philipp von Closter
Gerhard Philipp von Closter (auch: Gerhard Philipp von Clooster) (* 3. März 1771 in Norden; † 23. Dezember 1848 in Prenzlau) war ein preußischer Oberst.

## Leben

### Herkunft
Gerhard Philipp von Closter entstammte dem Uradelsgeschlecht derer von Clooster. Die Familie gehörte zu dem landsässigen Adel und besaß das Gut Langhaus in der Westermarsch in Ostfriesland. Sie kam vor etwa zweihundert Jahren aus der Provinz Drenthe in den Niederlanden nach Ostfriesland.
Sein Vater Gerhard Sigismund von Closter (* 21. September 1717 in Dornum; † 17. März 1776 ebenda) war Drost in Emden. Seine Mutter war Sophie Juliane Elisabeth Kalkreuth (* 17. Februar 1737 in Schwedt/Oder; † 29. Juni 1823 in Norden). Er hatte noch zwei Brüder, von denen Ernst Moritz von Closter (* 2. April 1755; † 4. Oktober 1815), Präsident der Ostfriesischen Landschaft wurde und Haro Siegmund von Closter (* 1768; † unbekannt), der sich am 17. April 1788 in Halle (Saale) immatrikulierte.
Die Familie von Closter hatte 1678 das adelig immatrikulierte Gut Langhaus in der Westermarsch bei Norden gekauft. Es handelte sich hier eher um die damit verbundenen politischen Rechte als um das Haus, das unansehnlich war. Die Familie von Closter lebte denn auch vornehmlich in Emden.

### Karriere
Die Erziehung von Gerhard Philipp von Closter, die überwiegend in Emden durch die Mutter erfolgte, ließ bereits früh seine Neigung sowohl zum Militärdienst wie auch zur Malerei erkennen.
Closter ging 1786 als Page an den braunschweigischen Hof und kam 1788 als Junker in Halberstadt zum Regiment des Herzogs Karl Wilhelm Ferdinand der Preußischen Armee. 1790 erfolgte dort seine Beförderung zum Offizier und Closter nahm während des Ersten Koalitionskrieges in den Jahren 1792 bis 1794 an den Feldzügen teil. 1803 wurde er zum Premierleutnant befördert. Nachdem Karl Wilhelm Ferdinand 1806 in der Schlacht bei Jena und Auerstedt tödlich verwundet worden war, nahm Closter seinen Abschied aus der Armee und lebte anschließend an verschiedenen Orten von der Malerei. 1809 wurde ihm der Charakter als Kapitän verliehen.
1811 wurde seine Bewerbung bei der pommerschen Gendarmerie angenommen und er dort eingestellt. 1815 erhielt Closter während der Befreiungskriege als Major und Kommandeur des Kurmärkischen Landwehr-Regiments aufgrund seiner Taten in der Schlacht bei Ligny das Eiserne Kreuz I. Klasse sowie den Orden der Heiligen Anna für seine bewährte Tapferkeit. 1816 avancierte er zum Kommandeur des 1. Potsdamer Landwehr-Regiments und zwei Jahre später erfolgte die Beförderung zum Oberstleutnant.
Ursprünglich sollte er gemäß einer Kabinettsordre vom 22. September 1805 eine Belohnung erhalten. Durch den unglücklichen Schlachtenausgang von 1806, bei der Karl Wilhelm Ferdinand starb, ging ihm der Genuss dieser Belohnung aber verloren. König Friedrich Wilhelm III. verfügte am 9. September 1824 in einer Kabinettsordre, dass Closter ab 1. Januar 1818 als Vergütung für geleistete Dienste und gelieferte Arbeiten (Malereien) eine jährliche Zahlung erhalten sollte.
1824 wurde Closter wegen eines Fußleidens zur Disposition gestellt und erhielt 1833 den Charakter als Oberst. Als solcher nahm er 1844 seinen endgültigen Abschied vom Militär.
Im Ruhestand beschäftigte er sich nur noch mit künstlerischen Arbeiten und schuf Werke in der Kupferstechkunst, Porträts in verschiedenen Maltechniken sowie Landschaftsmalereien; weiterhin unterrichtete er auch mittellose Künstler.

### Familie
Closter war verheiratet, allerdings verstarb seine Ehefrau vor ihm wie auch sein einziger Sohn. Seine Tochter heiratete Major Knospe, den Führer der Uckermärkischen Landwehr in Prenzlau.
Mit dem Tod von Gerhard Philipp von Closter ist die Familie im Mannesstamm erloschen.